# Syncephalis basibulbosa
Syncephalis basibulbosa är en svampart som beskrevs av Kuzuha 1973. Syncephalis basibulbosa ingår i släktet Syncephalis och familjen Piptocephalidaceae.   Inga underarter finns listade i Catalogue of Life.